# Crash Team Racing
Crash Team Racing (někdy uváděné pouze jako CTR) je čtvrtá videohra od studia Naughty Dog z pokračování hry Crash Bandicoot. Hru prodává Sony Computer Entertainment. Hra se hraje ve stylu Mario Kart. Hráč závodí v motokárách a má za úkol porazit v závodech nepřítele jménem Nitros Oxid, který chce zničit Zemi. Proto ho Crash Bandicoot musí se svými přáteli porazit.
V roce 2003 vyšlo pokračování Crash Nitro Kart.